# Arturo Di Modica
Arturo Di Modica (Vittoria, provincia de Ragusa, Sicilia; 26 de enero de 1941-Ibidem, 19 de febrero de 2021) fue un artista italoestadounidense, notorio por su escultura Charging Bull (también conocida como Toro de Wall Street), que instaló sin permisos frente a la Bolsa de Nueva York en diciembre de 1989. 

## El Toro de Wall Street
El Toro de Wall Street es todo un símbolo del distrito financiero de Nueva York, lo que no muchos saben es que no pertenece a la ciudad sino a Di Modica, que en 1989 y tras gastarse 360 000 dólares, dejó el toro, lógicamente con la ayuda de una grúa, frente al edificio de la bolsa en lo que podría calificarse como un acto de vandalismo artístico. Un regalo a los neoyorquinos, según él, que representa a un toro a punto de embestir, símbolo del alza en Wall Street. El Ayuntamiento en un primer momento retiró la escultura de bronce, para más tarde ubicarla en Bowling Green tras la presión popular.
La obra está ahora cedida en depósito del New York City Department of Parks and Recreation; sin embargo, en 2004 Di Modica anunció que el toro estaba en venta, con la condición de que el comprador no la moviese de su actual emplazamiento.
Di Modica vivía en la ciudad de Nueva York.